# بالتابای
بالتابای (به قزاقی: Baltabay) یک منطقهٔ مسکونی در قزاقستان است که در استان آلماتی واقع شده‌است.